# 三島神社 (南伊豆町青野)
三島神社（みしまじんじゃ）は、静岡県賀茂郡南伊豆町青野（あおの）にある神社。

## 概要
南伊豆町の北西部、青野川上流の青野（あおの）地区の北方山麓に鎮座している。
創建は不詳だが、式内社である多祁伊志豆伎命神社（たけいしつきのみことじんじゃ）の論社であり、『伊豆国神階帳』にも「従四位上 たけしの明神」と記されている古社である。

## 祭神
- 事代主命